# Molinieae
Molinieae je tribus jednosupnica u potporodici Micrairoideae, porodica travovki. Po novijim istraživanjima sastoji se od 14 rodova i 178 vrsta.
Opisan je u Preslia 38(1): 33. 1966.

## Rodovi
1. Hakonechloa Makino ex Honda (1 sp.)
2. Molinia Schrank (2 spp.)
3. Moliniopsis Hayata (1)
4. Phragmites Adans. (7 spp.)